# Список хаченских князей
Хаченское княжество — средневековое армянское феодальное государство на территории современного Нагорного Карабаха, сыгравшее значительную роль в политической истории Армении и всего региона в X—XVI веках.

## Список князей Хачена
- Сахл Смбатян (ум. после 855)
- Ованнес
- Атрнерсех (ум. после 870)
- Григор-Амам
- Смбат[1]

Брат Смбата Саак Севада был князем Гардмана
- Григор Великий[1]

Брат Григора Ованес-Сенекерим на севере Арцаха основывает Парисоское княжество
- Сенекерим[1]
- Григор (XI век)
- Вахтанг Сакар (ум. 1190)

### Атерк
- Вахтанг Сакар
- Гасан Кронаворял (1142—1182)
- Вахтанг Тагаворазн (1182—1214)
- Гасан II (1214—1216)

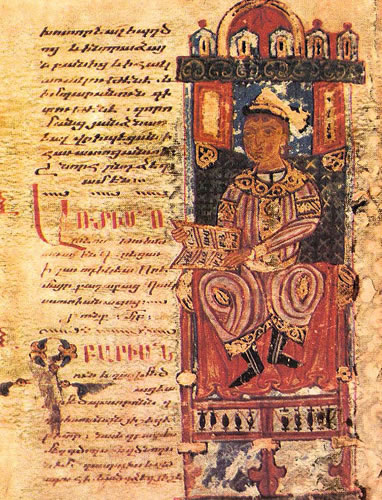
Князь Вахтанг Тагаворазн, миниатюра XIII века

В 1216 году территории Атерка делятся между Верхним (Цар) и Нижним Хаченом

### Верхний Хачен (Цар)

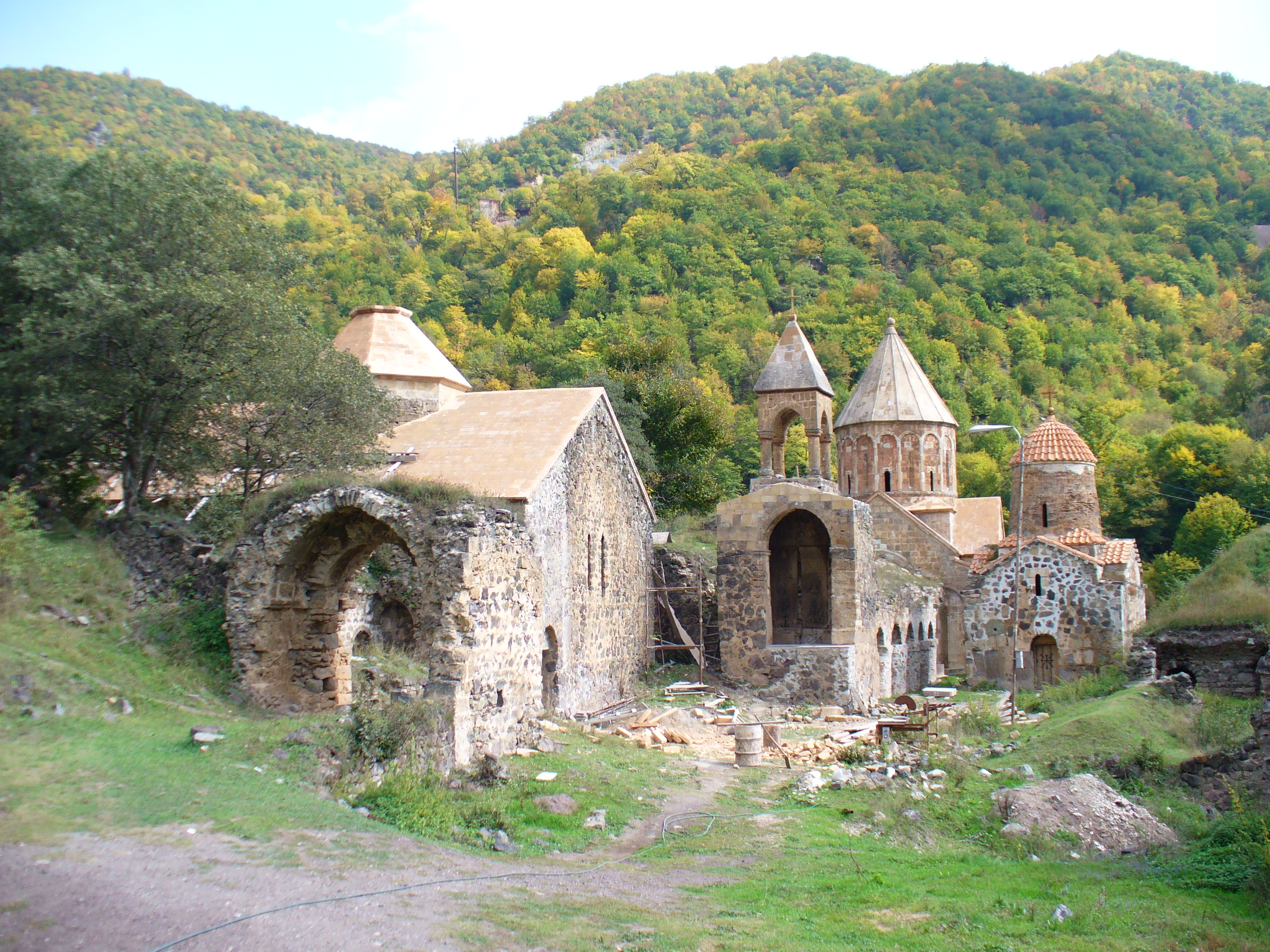
Главных храм комплекса Дадиванк построенный женой Вахтанга Тагаворазна, Арзухатун Арцруни, в 1214 году.

- Гасан I (после смерти правила жена Доп)

После Гасана I и Допа род назывался также Допян
- Григор I Допян
- Гасан II (ум. 1287)
- Григор II (1287 — середина XIV века)

После Григор II власть Допянов ослаблятся и последние входят под сюзеренитет Гасан-Джалалянов. 
 Отныне властители Верхнего Хачена упоминаются титулом парон — господин.
- Гасан III (ум. 1380-гг.)
- Ваграм (совместно с сыном Григором, сыновьями братей Сейти и Турсун[2])

В конце XV века владения Верхнего Хачена делятся между ветвьями Улубекенц, Айтиненц и Джганшенц

### Нижний Хачен
- Григор I

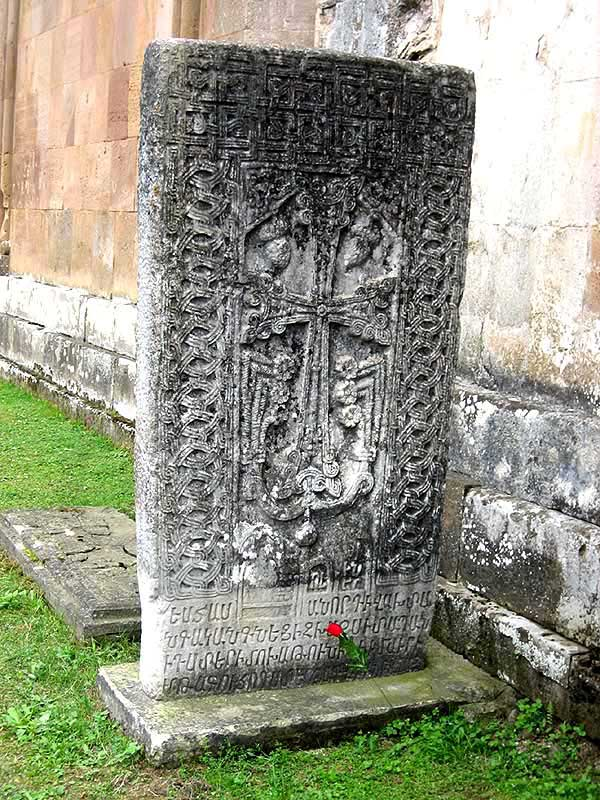
Хачкар Гасана I Великого в Гандзасаре.

- Вахтанг I (вторая половина XII века)
- Гасан I Великий
- Вахтанг II Тангик
- Гасан-Джалал Дола (1214—1261)

После правления Гасан-Джалала род назывался Гасан-Джалалян
- Иванэ-Атабак I (1261—1287)
- Джалал II
- Иванэ II
- Джалал III (ум. 1431)
- Агбаст (середина XV века)
- Сайтун
- Величан
- Меграб
- Джалал IV

В 1603 году на территории Хаченского княжества образовались несколько меликств